# Петросян, Георгий Михайлович
Гео́ргий Миха́йлович (Микаелович) Петрося́н (арм. Գեորգի Միքայելի Պետրոսյան; род. 10 января 1953, Степанакерт, НКАО, Азербайджанская ССР) — бывший министр иностранных дел непризнанной Нагорно-Карабахской Республики, член бюро АРФД.

## Биография
- Среднее образование получил в степанакертской школе N 8.
- 1973—1978 — окончил факультет электронной инженерии Минского радиотехнического института.
- 1971—1973 — служил в армии.
- 1978—1980 — работал в качестве инженера в Минске.
- 1981—1990 — работал на Степанакертском конденсаторном заводе на разных инженерно-технических должностях, в том числе — начальником отдела технического контроля и главным технологом.
- 1988 — один из активных участников карабахского движения.
- 1990—1995 — был депутатом Верховного Совета Армении, с 1992 года был избран депутатом Верховного Совета НКАО первого созыва, где работал заместителем председателя ВС, а в дальнейшем — исполняющим обязанности председателя.
- 1997—1999 — работал руководителем Арцахского центра по изучению «Ай Дата».
- 2001—2005 — советник Президента НКР по внешнеполитическим вопросам.
- 2005—2011 — министр иностранных дел Нагорно-Карабахской Республики.